# Sturton Grange
Sturton Grange est une paroisse civile du Yorkshire de l'Ouest, en Angleterre.